# Brachypelma
Brachypelma — род пауков семейства Theraphosidae (пауки-птицееды), обитающих в Мексике и Центральной Америке.
Они могут иметь тела до 6 - 7 см (2¼ дюйма) длиной, а в размахе лап достигать 14-16 см. Некоторые виды имеют ярко окрашенные ноги, с красными или оранжевыми перевязями и кольцами.
Систематика рода и его видов была предметом значительных дебатов. По состоянию на октябрь 2017 года в роде насчитывалось 18 видов, которые делятся на две группы: «красноногие» птицееды (Brachypelma sensu stricto) и «не красноногие» птицееды (которые могут нуждаться в переводе в другой род). Многие виды пользуются популярностью у любителей содержания  пауков-птицеедов в качестве домашних животных; причиной же стало их миролюбивость и спокойствие,  а также значительная продолжительность жизни самок, в частности, известны случаи жизни в неволе до 35 лет.
Все виды Brachypelma охраняются, и торговля регулируется в соответствии с СИТЕС. Хотя их разводят в неволе, они продолжают экспортироваться в небольшом количестве. Считается, что члены группы «красноногих» наиболее остро нуждаются в дальнейших усилиях по сохранению.
Несмотря на то, что пауки этого рода отлично разводятся в неволе, и есть в продаже по всему свету, в естественных условиях их осталось очень мало, например пауков вида B. emilia и B. smithi почти нет в естественной среде обитания.

## Виды
По состоянию на июль 2017 года Всемирный каталог пауков принимал виды, перечисленные ниже:
«Красноногие» птицееды = Brachypelma sensu stricto
- Brachypelma albiceps Pocock, 1903 — Мексика
- Brachypelma auratum Schmidt, 1992 — Мексика
- Brachypelma baumgarteni Smith, 1993 — Мексика
- Brachypelma boehmei Schmidt & Klaas, 1993 — Мексика
- Brachypelma emilia (White, 1856)typus — Мексика
- Brachypelma hamorii Tesmoingt, Cleton & Verdez, 1997 — Мексика
- Brachypelma klaasi (Schmidt & Krause, 1994) — Мексика
- Brachypelma smithi (F. O. Pickard-Cambridge, 1897) — Брахипельма Смита — Мексика

«Не красноногие» птицееды
- Brachypelma albopilosum Valerio, 1980 — Коста-Рика
- Brachypelma andrewi Schmidt, 1992 — неизвестно
- Brachypelma aureoceps (Chamberlin, 1917) — США (probably introduced)
- Brachypelma epicureanum (Chamberlin, 1925) — Мексика
- Brachypelma fossorium Valerio, 1980 — Коста-Рика
- Brachypelma kahlenbergi Rudloff, 2008 — Мексика
- Brachypelma sabulosum (F. O. Pickard-Cambridge, 1897) — Гватемала
- Brachypelma schroederi Rudloff, 2003 — Мексика
- Brachypelma vagans (Ausserer, 1875) — Мексика, Центральная Америка
- Brachypelma verdezi Schmidt, 2003 — Мексика

Два вида были перенесены в род Sericopelma:
- Brachypelma angustum Valerio, 1980 → Sericopelma angustum
- Brachypelma embrithes (Chamberlin & Ivie, 1936) → Sericopelma embrithes

В марте 2020 года «не красноногие» тарантулы были выделены в род Tliltocatl. Вид Brachypelma fossorium был переописан в Sandinista lanceolatum в 2019 году.